# Есте Лаудер
Есте Лаудер (Estée Lauder), при народж. Жозефіна Естер Ментцер (англ. Josephine Esther Mentzer ; 1 липня 1908, Нью-Йорк — 24 квітня 2004, там само) — американська підприємиця, засновниця і перша очільниця ради директорів корпорації Estée Lauder.

## Біографія
Жозефіна Естер Ментцер народилася 1 липня 1908 року в небагатому нью-йоркському боро Квінс молодшою з восьми дітей в іммігрантській родині. Її мати, Роуз Шотц Розенталь, була угорською єврейкою, а батько — Макс Ментцер, єврей родом із містечка, нині розташованого у Словаччині.
Коли Жозефіні виповнилося 6 років, у їхньому будинку оселився дядько Джон Скотц, дерматолог, з допомогою якого вона створила 4 формули кремів для шкіри, які досі виробляються.
Перебуваючи на відпочинку в штаті Вісконсин, Жозефіна Ментцер зустріла Джозефа Лаудера, з яким згодом одружилася. 3 лютого 1946 року подружжя відкрило свою першу крамницю в Нью-Йорку. Перебудувавши будинок колишнього ресторану на невелику фабрику, ночами вони виготовляли креми, а вдень продавали їх. Саме тоді й було започатковано корпорацію косметики та парфумерії Estée Lauder. Есте Лаудер обрала візитівкою своєї компанії синій колір, який згодом отримав її ім'я, оскільки вважала його не тільки красивим, але й універсальним для більшості ванних і спалень, які вона невпинно обстежувала з цією метою у всіх без винятку будинках, які відвідувала.
Есте Лаудер померла 24 квітня 2004 року у віці 95 років від зупинки серця у своїх апартаментах на Мангеттені.